# Mesh (unità di misura)
Le mesh (o materiali a maglia) sono unità di misura anglosassone corrispondente al numero di maglie per pollice lineare, generalmente utilizzate per determinare distribuzione di dimensione di particelle di materiali granulari. 
Per esempio, un campione di un carico di noccioline americane può essere posizionato sopra una griglia a maglie di 5 mm di apertura. 
Quando la griglia è agitata i pezzi piccoli rotti e la polvere passano attraverso le maglie mentre le noccioline intere rimangono trattenute. 
Un compratore commerciale di noccioline può usare un test come questo per determinare se un lotto di noccioline ha troppi pezzi rotti. Questo test è tipico in alcune industrie, e per facilitare i test in modo uniforme sono state stabilite varie serie standardizzate di mesh.

## Scala Tyler Equivalent
La serie più conosciuta. La dimensione in mesh di Tyler indica esattamente il numero di aperture per pollice lineare di maglia. Per esempio, una maglia 4 secondo Tyler è una maglia che ha esattamente 4 aperture per pollice lineare e 16 per pollice quadro. Questo sistema di numerazione porta ad avere maglie più strette per numeri di mesh maggiori. Le aperture di due mesh adiacenti in scala differiscono per un valore {\displaystyle {\sqrt {2}}}.
Per calcolare la grandezza di apertura in una mesh la larghezza dei fili che formano la griglia va tenuta in conto. In pratica le aperture di mesh si determinano con la tabella sottostante.

## Materiali granulari
Polveri e materiali granulari sono descritti come aventi una certa dimensione in mesh (usata quindi come unità di misura). Ad esempio sabbia a 30 mesh. Di per sé questa descrizione è un po' ambigua, una specifica più precisa indica che un materiale passa attraverso una specifica griglia (mesh) ma viene trattenuta da una griglia più fine. Questa descrizione ha portato a stabilire un range di dimensione delle particelle.

## Tabella di conversione delle dimensioni della griglia
| dim griglia (mm) | BSS | Tyler  | US     |
| dim griglia (mm) | BSS | approx | approx |
| ---------------- | --- | ------ | ------ |
| 3.35             | 5   | 6      | 6      |
| 2.81             | 6   | 7      | 7      |
| 2.41             | 7   | 7      | 8      |
| 2.06             | 8   | 9      | 10     |
| 1.68             | 10  | 10     | 12     |
| 1.40             | 12  | 12     | 14     |
| 1.20             | 14  | 14     | 16     |
| 1.00             | 16  | 16     | 18     |
| 0.853            | 18  | 20     | 20     |
| 0.699            | 22  | 24     | 25     |
| 0.599            | 25  | 28     | 30     |
| 0.500            | 30  | 32     | 35     |
| 0.422            | 36  | 35     | 40     |
| 0.353            | 44  | 48     | 50     |
| 0.295            | 52  | 48     | 50     |
| 0.251            | 60  | 60     | 60     |
| 0.211            | 72  | 65     | 70     |
| 0.178            | 85  | 85     | 85     |
| 0.152            | 100 | 100    | 100    |
| 0.125            | 120 | 115    | 120    |
| 0.104            | 150 | 150    | 150    |
| 0.089            | 170 | 170    | 170    |
| 0.076            | 200 | 200    | 200    |
| 0.066            | 240 | 250    | 230    |
| 0.044            | 350 | 325    | 325    |